# El viejo y el niño
El viejo y el niño (en francés: Le vieil homme et l'enfant) es una comedia dramática francesa de 1967. Protagonizada por Michel Simon, Charles Denner y Alain Cohen, fue la primera película dirigida por Claude Berri. La cinta fue exhibida en el Festival de Cine de Berlín, donde Michel Simon ganó el Oso de Plata al Mejor Actor.

## Sinopsis
Claude (Alain Cohen) es un niño de origen judío que vive en la Francia ocupada por los nazis. Para impedir que fuera enviado a Auschwitz o un destino similar, sus padres lo mandan a vivir con una familia a una granja lejana. La familia está compuesta por dos ancianos católicos conocidos de sus padres. La pareja de ancianos cree que el chico ha sido enviado a vivir con ellos porque París es peligroso; no sospechan que Claude es judío.
A Claude se le da un nuevo apellido (Longuet), y se le enseñan algunas costumbres y ritos católicos, como el Padre nuestro. También le dicen que nunca enseñe a nadie su miembro circuncidado, lo que Claude cree propio de su mojigatería. La vida en el campo es apacible y el chico estrecha una cálida relación con sus nuevos abuelos : Pépé (interpretado por el veterano actor Michel Simon) o Mémé (Luce Fabiole), su sencilla y agradable sustituta de abuela. Todos ellos forman una sólida y cariñosa familia.
Claude irá descubriendo los prejuicios de sus protectores y de sus vecinos, prejuicios propios de un lugar y de un tiempo: antisemitismo, anticomunismo, miedo a la masonería, y, lo peor de todo, odio a los británicos, que nunca han sido de fiar. Pépé considera que el mariscal Pétain, el líder títere de la Francia ocupada, es un héroe. Pépé intenta educar en sus creencias al joven Claude, que no mostrará su verdadero sentir y nunca revelará la verdad acerca de sí mismo.

## Reparto
- Michel Simon - Pépé
- Alain Cohen - Claude
- Charles Denner - Claude Padre
- Luce Fabiole - Mémé
- Roger Carel - Victor
- Pablo Préboist - Maxime
- Jacqueline Rouillard - Maestro
- Aline Bertrand - Raymonde
- Sylvine Delannoy - Suzanne

## DVD
Un DVD (región 1) fue lanzado en 2007.

## Leer más
- Ebert, Roger (25 de agosto de 2005). «The Two of Us». Ebert's four-star review.